# Raissac-d'Aude

Raissac-d'Aude este o comună în departamentul Aude din sudul Franței. În 1 ianuarie 2022 avea o populație de 234 de locuitori.